# Benoît Doucet
Benoît „Ben“ Doucet (* 23. April 1963 in Montréal, Québec) ist ein ehemaliger kanadisch-deutscher Eishockeyspieler, der unter anderem für den EV Landshut, die Düsseldorfer EG (DEG) und die Kölner Haie in der Bundesliga bzw. der Deutschen Eishockey Liga (DEL) aktiv war. Mit der DEG wurde der Center dreimal Deutscher Meister. Seit 2005 ist er als Eishockeytrainer tätig.

## Karriere
Ben Doucet begann seine Karriere in der kanadischen Junioren-Hockeyliga LHJMQ bei den Hull Olympiques. Dort spielte er in den frühen 1980er Jahren drei Saisons und zeichnete sich bereits durch seine Scorerqualitäten aus. Nach einem Intermezzo an der Université de Moncton im Spielbetrieb der CIAU wechselte Doucet in die American Hockey League (AHL) zu den Moncton Golden Flames. Zudem spielte er in der Saison 1986/87 für Team Kanada.
Da Doucet sich trotz guter Scorerwerte nicht für die NHL empfehlen konnte, zog es ihn nach Europa. Seine erste Deutschland-Station war in der Saison 1988/89 der Duisburger SV in der 2. Bundesliga. Dort zeigte er sofort sein Können und erreichte mit 94 Punkten in 27 Hauptrunden-Spielen Rekordwerte. Dies ließ finanziell besser gestellte Vereine wie den ECD Sauerland aufhorchen, wo er im darauffolgenden Jahr einen Vertrag unterzeichnete und seine Werte aus dem Vorjahr bestätigten konnte. Damit gelang ihm zur Saison 1990/91 der Sprung zum EV Landshut in die Bundesliga. Mit 87 Punkten wurde er auch hier Topscorer. Landshut konnte ihn daraufhin nicht halten; er folgte dem Ruf des Spitzenvereins der damaligen Jahre, der Düsseldorfer EG. In der Spitzenmannschaft tat er sich anfangs schwer, zeigte im Laufe der Saison 1991/92 aber doch noch gute Leistungen. In den folgenden sechs Jahren wurde er zu einem der Idole des Düsseldorfer Eishockeys und mehrfach Topscorer der Mannschaft, mit der er zudem dreimal Deutscher Meister wurde (1992, 1993, 1996). Auch heute noch gehört er als Bestandteil der „Goldenen Zeiten“ des Vereins zu den beliebtesten Eishockeypersönlichkeiten der DEG.
Nach dem kurzzeitigen Rückzug der DEG aus der Deutschen Eishockey Liga (DEL) nach der Saison 1997/98 ließ er seine Karriere ausklingen. In der Spielzeit 1998/99 lief er noch in sechs Spielen für die Kölner Haie auf, ebenso absolvierte er noch wenige Spiele beim Grefrather EV in der zweitklassigen Bundesliga. Hiernach zog es ihn nach Kanada zurück.

### International
Nachdem er die deutsche Staatsangehörigkeit erhalten hatte, spielte er erfolgreich in der deutschen Nationalmannschaft. Spielberechtigt war er, da er seinerzeit mit dem Team Kanada an keinem IIHF-Turnier teilnahm. Für Deutschland nahm er 1993, 1995 und 1996 an der Eishockey-Weltmeisterschaft sowie 1994 an den Olympischen Winterspielen teil. Außerdem vertrat er die deutschen Farben beim World Cup of Hockey 1996.

### Trainerlaufbahn
Ab 2005 arbeitete Doucet als Eishockeytrainer in Kanada und trainierte Nachwuchsmannschaften. Zwischen Juni 2015 und Januar 2016 war er Cheftrainer der Fischtown Pinguins aus der DEL2. Im September 2020 wurde er Trainer beim Landesligisten ESV Waldkirchen. Diese Tätigkeit übte er bis 2022 aus. Im Sommer 2022 trat Doucet das Traineramt beim EV Moosburg in der Landesliga an. Doucet verließ Moosburg 2023, um nach Waldkirchen zurückzukehren. Dort war er bis Sommer 2024 beschäftigt.

## Erfolge und Auszeichnungen
- 1989 Topscorer der 2. Bundesliga
- 1990 Topscorer der 2. Bundesliga
- 1992 Deutscher Meister mit der Düsseldorfer EG
- 1993 Deutscher Meister mit der Düsseldorfer EG
- 1996 Deutscher Meister mit der Düsseldorfer EG

## Karrierestatistik

### International
Vertrat Deutschland bei:
| - Weltmeisterschaft 1993 - Olympische Winterspiele 1994 - Weltmeisterschaft 1995 - Weltmeisterschaft 1996 | - World Cup of Hockey 1996 - Qualifikationsturnier für die Olympischen Winterspiele 1998 - Olympische Winterspiele 1998 |

(Legende zur Spielerstatistik: Sp oder GP = absolvierte Spiele; T oder G = erzielte Tore; V oder A = erzielte Assists; Pkt oder Pts = erzielte Scorerpunkte; SM oder PIM = erhaltene Strafminuten; +/− = Plus/Minus-Bilanz; PP = erzielte Überzahltore; SH = erzielte Unterzahltore; GW = erzielte Siegtore; 1 Play-downs/Relegation; Kursiv: Statistik nicht vollständig); 1nur Saison 1998/99; 2außer Saison 1998/99

## Familie
Ben Doucet war mit Nicole Kompalla, der Tochter der deutschen Schiedsrichterlegende Josef Kompalla, verheiratet und ist Vater einer Tochter.